# Paskatieva
Paskatieva är ett naturreservat i Överkalix kommun i Norrbottens län.
Området är naturskyddat sedan 1997 och är 0,2 kvadratkilometer stort. Reservatet omfattar nedre västra sluttningar av berget Paskatieva. Reservatet består av myrar och småbäckar, tallskog, granskog, björk och gråal.